# Grand Prix SAR La Princesse Lalla Meryem 2024
Grand Prix SAR La Princesse Lalla Meryem 2024 byl tenisový turnaj na ženském profesionálním okruhu WTA Tour hraný v městském tenisovém areálu Club des Cheminots. Dvacátý druhý ročník Morocco Open probíhal mezi 19. a 25. květnem 2024 v marockém Rabatu na antukových dvorcích. Jednalo se o závěrečnou přípravu na grandslamové French Open a jedinou událost ženské sezóny v Africe. 
Turnaj dotovaný 267 082 dolary patřil do kategorie WTA 250. Nejvýše nasazenou singlistkou se stala třicátá šestá tenistka světa Jüan Jüe z Číny, kterou v úvodu vyřadila italská kvalifikantka Camilla Rosatellová. Jako poslední přímá účastnice do dvouhry nastoupila americká 84. hráčka žebříčku Kayla Dayová. V důsledku invaze Ruska na Ukrajinu na konci února 2022 řídící organizace tenisu ATP, WTA a ITF s grandslamy rozhodly, že ruští a běloruští tenisté mohli dále na okruzích startovat, ale do odvolání nikoli pod vlajkami Ruska a Běloruska.
První titul na okruhu WTA Tour vybojovala ve dvouhře 22letá Američanka Peyton Stearnsová. Čtyřhru vyhrály Irina Chromačovová s Janou Sizikovovou, která rabatskou trofej obhájila. Společně triumfovaly na prvním profesionálním turnaji.

## Rozdělení bodů a finančních odměn

### Rozdělení bodů
| Soutěž  | Soutěž      | vítězky | finalistky | semifinalistky | čtvrtfinalistky | 16 v kole | 32 v kole | Q  | Q2 | Q1 |
| ------- | ----------- | ------- | ---------- | -------------- | --------------- | --------- | --------- | -- | -- | -- |
| dvouhra | [ 1 ] [ 6 ] | 250     | 163        | 98             | 54              | 30        | 1         | 18 | 12 | 1  |
| čtyřhra | [ 7 ]       | 250     | 163        | 98             | 54              | 1         | —         | —  | —  | —  |

### Finanční odměny
| Soutěž                                | Soutěž      | vítězky  | finalistky | semifinalistky | čtvrtfinalistky | 16 v kole | 32 v kole | Q2      | Q1      |
| ------------------------------------- | ----------- | -------- | ---------- | -------------- | --------------- | --------- | --------- | ------- | ------- |
| dvouhra                               | [ 1 ] [ 6 ] | 35 250 $ | 20 830 $   | 11 610 $       | 6 608 $         | 4 350 $   | 3 020 $   | 2 470 $ | 1 870 $ |
| čtyřhra                               | [ 7 ]       | 12 820 $ | 7 210 $    | 4 140 $        | 2 470 $         | 1 900 $   | —         | —       | —       |
| částky ve čtyřhře jsou uváděny na pár |             |          |            |                |                 |           |           |         |         |

## Ženská dvouhra

### Nasazení
| Stát                          | Hráčka                   | WTA | Nasazení |
| ----------------------------- | ------------------------ | --- | -------- |
| Čína                          | Jüan Jüe                 | 38. | 1.       |
|                               | Anna Blinkovová          | 46. | 2.       |
| Španělsko                     | Sara Sorribesová Tormová | 47. | 3.       |
| Itálie                        | Lucia Bronzettiová       | 48. | 4.       |
| Nizozemsko                    | Arantxa Rusová           | 49. | 5.       |
| Čína                          | Wang Si-jü               | 53. | 6.       |
| Itálie                        | Elisabetta Cocciarettová | 56. | 7.       |
| Čína                          | Ču Lin                   | 57. | 8.       |
| Žebříček WTA k 6. květnu 2024 |                          |     |          |

### Jiné formy účasti
Následující hráčky obdržely divokou kartu do hlavní soutěže:
- Malak El Allamiová
- Aya El Aouniová
- Yasmine Kabbajová

Následující hráčky postoupily z kvalifikace:
- Nuria Brancacciová
- Berfu Cengizová
- Aleksandra Krunićová
- Camilla Rosatellová

### Odhlášení
před zahájením turnaje
- Bianca Andreescuová → nahradila ji  Nao Hibinová
- Jaqueline Cristianová → nahradila ji  Peyton Stearnsová
- Greet Minnenová → nahradila ji  Harriet Dartová

## Ženská čtyřhra

### Nasazení
| Stát                                                                                     | Hráčka             | Stát     | Hráčka            | WTA  | Nasazení |
| ---------------------------------------------------------------------------------------- | ------------------ | -------- | ----------------- | ---- | -------- |
| Čína                                                                                     | Kuo Chan-jü        | Čína     | Ťiang Sin-jü      | 88.  | 1.       |
| Kazachstán                                                                               | Anna Danilinová    | Čína     | Sü I-fan          | 94.  | 2.       |
| Japonsko                                                                                 | Eri Hozumiová      | Japonsko | Makoto Ninomijová | 99.  | 3.       |
|                                                                                          | Irina Chromačovová |          | Jana Sizikovová   | 118. | 4.       |
| Žebříček WTA k 6. květnu 2024; číslo je součtem žebříčkového postavení obou členek páru. |                    |          |                   |      |          |

### Jiné formy účasti
Následující páry obdržely divokou kartu do hlavní soutěže:
- Malak El Allamiová /  Aya El Aouniová
- Yasmine Kabbajová /   Jekatěrina Jašinová

Následující páry nastoupily z pozice náhradníků:
- Harriet Dartová /  Wang Si-jü
- Camila Osoriová /  Sabrina Santamariová

### Odhlášení
před zahájením turnaje
- Elina Avanesjanová /  Sara Sorribesová Tormová → nahradily je  Camila Osoriová /  Sabrina Santamariová
- Fanny Stollárová /  Taylor Townsendová → nahradily je  Harriet Dartová /  Wang Si-jü

## Přehled finále

### Ženská dvouhra
- Peyton Stearnsová vs.  Majar Šarífová, 6–2, 6–1

### Ženská čtyřhra
- Irina Chromačovová /   Jana Sizikovová vs.  Anna Danilinová /  Sü I-fan, 6–3, 6–2